# 安乐乡 (武冈市)
安乐乡，是中华人民共和国湖南省邵陽市武冈市下辖的一个乡镇级行政单位。

## 行政区划
安乐乡下辖以下地区：
春光村、红星村、双圳村、长冲村、塘富村、紫田村、安乐村、独山村、郑家坪村、高桥村、新泽村、双石桥村、田庄村、德江村、东庄村、五桂村和清水亭村。